# Скорлываново (Антроповский район)
Скорлываново — деревня в Антроповском муниципальном районе Костромской области. Входит в состав Котельниковского сельского поселения

## География
Находится в центральной части Костромской области на расстоянии приблизительно 47 км на юг по прямой от поселка Антропово, административного центра района.

## История
В конце XIX — начале XX века деревня относилась к Галичскому уезду Костромской губернии. В 1907 году здесь было учтено 37дворов.

## Население
Постоянное население составляло 183 человека (1897 год), 224 (1907), 10 в 2002 году (русские 90 %), 1 в 2022.